# تحطم طائرة سيسنا 206 الكولومبية 2023
في صباح الأول من شهر مايو/أيار الماضي، انطلقت طائرة من طراز "سيسنا 206" من منطقة غابية معروفة باسم أراراكوارا، في طريقها إلى بلدة سان خوسيه ديل غوافياري في الأمازون الكولومبي.

بعد مضي بضع دقائق من بدء الرحلة، وعلى بُعد نحو 350 كيلومترًا، قام الطيار بإبلاغ المراقبين عن مشاكل تقنية في المحرك واختفت الطائرة عن أجهزة الرادار.
عُثر على جثث الطيار هيرناندو مورسيا موراليس، زعيم ياروباري الأصلي هيرمان ميندوزا هيرنانديز.، والدة الاطفال ماجدالينا موكوتوي فالنسيا فيما فقد الاطفال الاربعة وهم ليسلي جاكومبير موكوتوي 13 عاماً، وسوليني جاكومبير موكوتوي 9 سنوات، وتيان رانوك موكوتوي 4 سنوات، والرضيع كريستين رانوك موكوتوي.

## الأحداث
- سقوط الطائرة في 1 مايو وفقدان الاتصال مع قائد الطائرة بعد الابلاغ عن مشاكل تقنية في الطائرة
- بعد أربع أيام من سقوط الطائرة ومكافحة ماجدالينا موكوتوي فالنسيا للبقاء على قيد الحياة، طلبت من الاطفال انقاذ أنفسهم وبدأ التحرك في الغابة.
- 15 مايو تم العثور على حطام الطائرة، ولم يتم العثور على الأطفال والعثور على فاكهة تم تناولها جزئيًا، مما يشير إلى أنه ربما نجوا جميعًا.
- العثور على زجاجة شرب للطفل وقطع فواكه نصف مأكولة وملاجئ مرتجلة مصنوعة من نباتات الغابة.
- في السابع عشر من مايو/أيار، أدلى الرئيس غوستافو بيترو بتصريح خاطئ عن طريق الخطأ، حيث أشار إلى أنه تم العثور على الأشخاص بحالة حياة، لكنه سرعان ما تراجع عن بيانه وأكد وجود أدلة تشير إلى أنهم ربما لا يزالون على قيد الحياة.
- استُخدمت تقنيات الأقمار الصناعية لمحاولة تحديد المسار الذي كان من الممكن أن يسلكه الأطفال.
- قامت القوات الجوية بإلقاء 10,000 نشرة في الغابة، تحتوي على تعليمات مكتوبة باللغة الإسبانية ولغة الأطفال الأصلية، حثتهم فيها على البقاء في مكانهم.[3]
- قام الجيش بإسقاط طرود غذائية ومياه معبأة. بالإضافة إلى ذلك، قام رجال الإنقاذ ببث رسالة تم تسجيلها من قبل جدة الأطفال، تحثهم فيها على عدم التحرك.
- 10 يونيو 2023 العثور على الاطفال الاربعة بالقرب من الحدود بين إقليمي كاكيتا وجوافياري في كولومبيا وعلى بعد 3 اميال من منطقة تحطم الطائرة وونقلهم إلى مستشفى عسكري بالعاصمة بوغوتا لتلقي الرعاية الصحية.

## ردود الأفعال
- أطلقت السلطات الكولومبية عملية بحث واسعة النطاق بقيادة الجيش، شارك فيها أكثر من مائة جندي من القوات الخاصة الكولومبية.
- شارك 70 من الكشافة من السكان الأصليين في عمليات البحث.